# Melanie Khevenhüller-Metsch

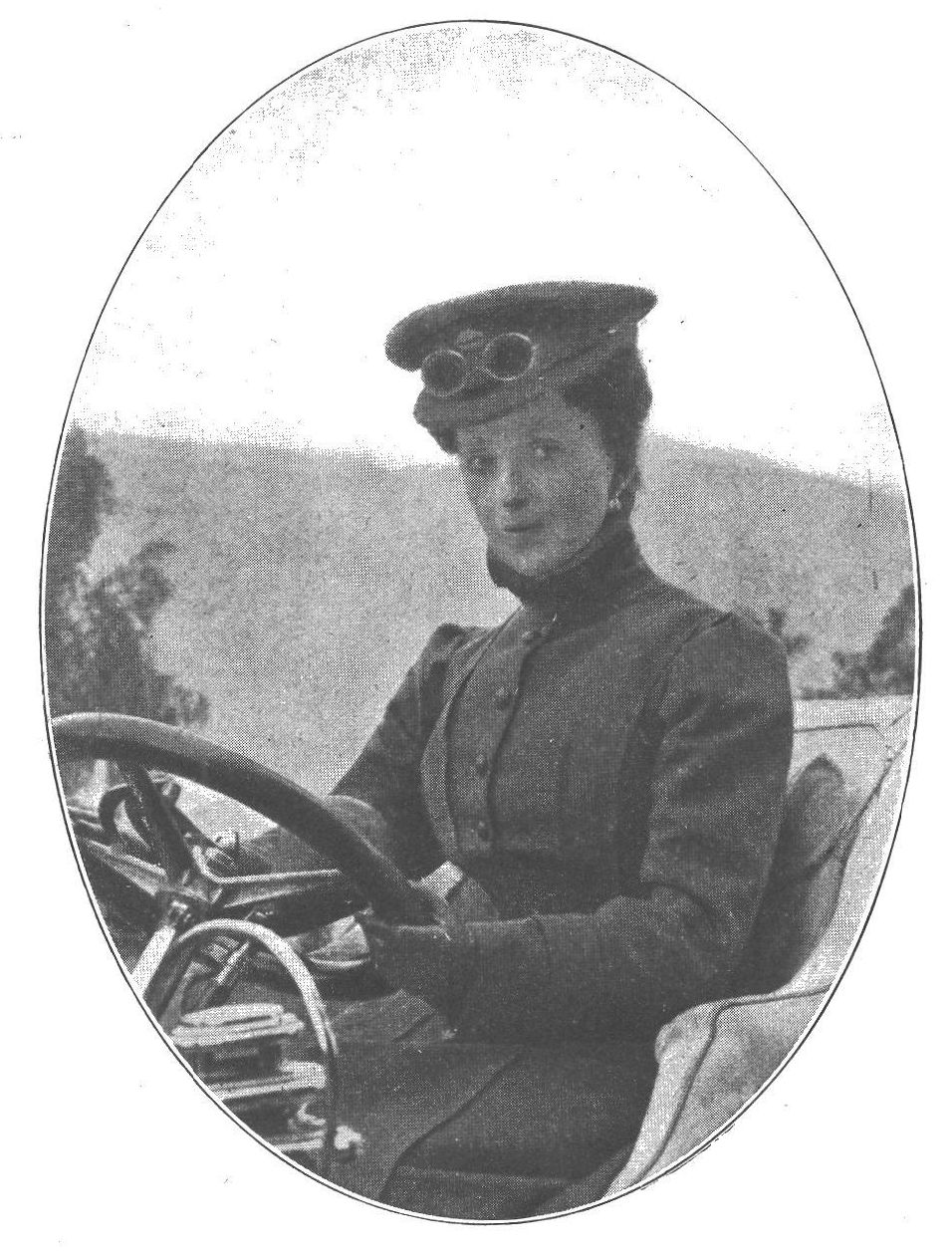
Gräfin Khevenhüller-Metsch am Steuer ihres Mercedes

Maria Melanie Anna Theresia Khevenhüller-Metsch, geborene Erdődy de Monyorókerék et Monoszló (* 3. Mai 1861 in Wien; † 1954 in Schloss Niederosterwitz)  meist einfach Gräfin Melanie Khevenhüller-Metsch genannt, war eine österreichische Automobilistin. Gräfin Khevenhüller-Metsch war eine der ersten Frauen ihres Standes, die selbst ein Auto lenkten. Darüber hinaus gehörte sie zu den Mitbegründern des Kärntner Automobil Clubs und nahm in den Jahren vor dem Ersten Weltkrieg mit Erfolg an Autorennen teil. Heute wird von Oldtimer-Enthusiasten ein Preis in ihrem Namen vergeben.

## Biographie

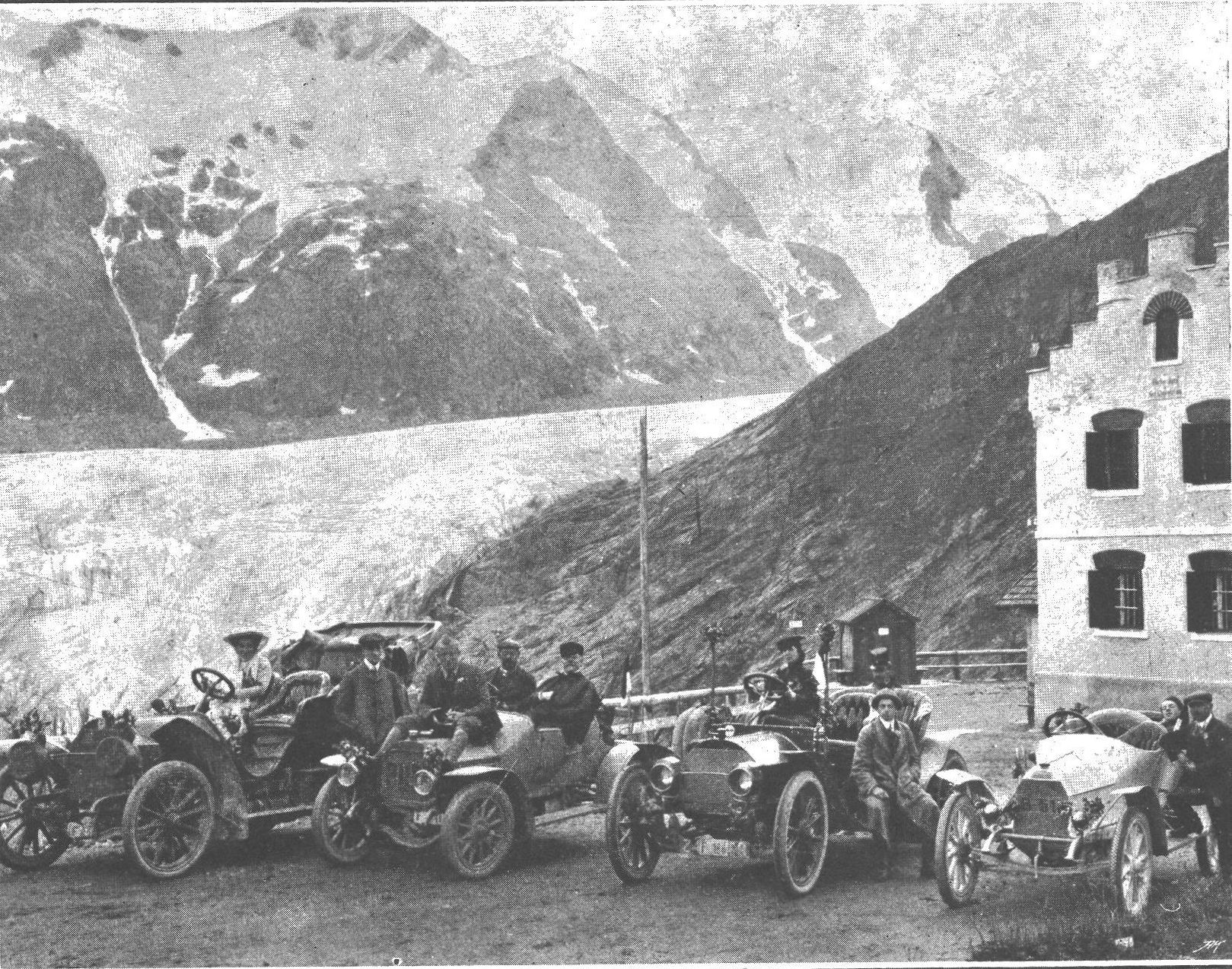
Einige Teilnehmer der Konkurrenzfahrt 1910 vor dem Pasterzengletscher, Khevenhüller-Metsch im zweiten Auto v.r. Die Dame links sitzt im Wagen des Rennleiters Felix Ritter von Gutmannsthal, es dürfte sich um seine Gattin handeln.

Khevenhüller-Metsch entstammte dem Ungarischen Magnatengeschlecht der Erdődy, ihre Eltern waren Franz Erdődy de Monyorókerék, Erbobergespan des heutigen Varaždin, und Helena (geborene Oberndorff), eine Palastdame Kaiserin Elisabeths. Am 27. November 1888 heiratete sie im Wiener Schottenstift Alfred Khevenhüller-Metsch (1852–1911), zu diesem Zeitpunkt Rittmeister des 14. K.u.k. Dragonerregiments. Zwei Jahre nach der Eheschließung verstarb Alfreds Vater Graf Othmar Khevenhüller-Metsch, in Folge verlegte das Paar seinen Wohnsitz auf die in Kärnten ererbten Güter. Das hochadelige Geschlecht der Khevenhüller hat auf der dortigen Burg Hochosterwitz seinen Stammsitz. Aus der Ehe stammten drei Kinder, die Söhne Franz und Georg sowie Tochter Antonia. Alfred Khevenhüller-Metsch war von 1901 bis 1907 Mitglied des Abgeordnetenhauses.
Im Jahr 1905 besuchten das Paar den Pariser Autosalon, wo sie die Bekanntschaft des Österreichischen Konsuls und Automobilenthusiasten Emil Jellinek machten. Dieser hatte gute Beziehungen zur damaligen Daimler-Motoren-Gesellschaft und konnte auf seinem Messestand die neuesten Modelle der Firma präsentieren. Darunter befand sich das Chassis eines Mercedes-Simplex (Modell 28/32 HP), mittels dessen die neuste Technik von Daimler vorgeführt wurde. Gräfin Khevenhüller-Metsch, die sich seit ihrer Jugend von Geschwindigkeit (damals noch auf ungarischen Pferden) fasziniert gezeigt hatte, erstand den Wagen. Im Kaufpreis inbegriffen war ein Chauffeur, der das immer noch karosserielose Fahrzeug auf einer Holzkiste sitzend von Paris nach Kärnten lenkte. Dort fertigte ein lokaler Wagner eine improvisierte Verkleidung, später erhielt der Wagen eine Doppelphaeton-Karosserie aus der Manufaktur der Firma Lohner.
Mit ihrer Leidenschaft für Automobile war Khevenhüller-Metsch eine Vorreiterin in Kärnten. 1907, zwei Jahre nachdem sie ihren Mercedes erstanden hatte, waren im gesamten Bundesland nur 41 Automobile registriert. Die Interessensgemeinschaft dieses elitären Kreises war der Kärntner Automobil-Club, in dem sich die Mitglieder austauschen und in Wertungsfahrten gegeneinander antreten konnten. Khevenhüller-Metsch hatte den Club mitbegründet. Wichtigster Bewerb war die seit 1907 jährlich stattfindende interne Klubkonkurrenz um den Wanderpokal. Bemerkenswerterweise hatte Khevenhüller-Metsch mit Lucy Christalnigg eine zweite automobilverliebte Gräfin als sportliche Konkurrentin und Mitstreiterin im Club, die 1908 sogar den Wanderpokal gewinnen konnte. 1909 trat Khevenhüller-Metsch erstmals selbst bei der Klubkonkurrenz an und belegte in der Gesamtwertung unter sieben Teilnehmern den zweiten Rang. Im Folgejahr wählten die Veranstalter eine besonders anspruchsvolle zweitägige Route. Die erste Tagesetappe verlief von Klagenfurt via Villach, Spittal und Heiligenblut über die kaum fertiggestellte Kaiserin-Elisabeth-Straße (Vorgänger der heutigen Großglockner-Hochalpenstraße) bis zum Pasterzengletscher und zurück nach Heiligenblut. Die zweite Etappe führte über Winklern und Oberdrauburg nach Hermagor und von dort via Villach zurück nach Klagenfurt. Khevenhüller-Metsch bewältigte die 381 km lange Strecke ohne Probleme und errang den Wanderpokal.
Nach dem Tod ihres Gatten 1911 zog sich Khevenhüller-Metsch aus dem aktiven Automobilsport zurück, blieb jedoch Ehrenmitglied im Vorstand des Kärntner Automobilclubs und anderer Motorsportkomitees. Sie starb 1954 im vierundneunzigsten Lebensjahr auf dem Familiensitz Schloss Niederosterwitz. Ihr Mercedes blieb im Eigentum der Familie, wurde in den 60er-Jahren von einem ihrer Enkel restauriert und befindet sich heute im Besitz von dessen Sohn. Statistiken belegen, wie außergewöhnlich ihr Enthusiasmus für den Motorsport in jener Zeit war. 1909 – als die Gräfin ihr Auto schon seit vier Jahren besaß – befanden sich unter den 1145 Mitgliedern des Österreichischen Automobil-Clubs 59 Frauen als außerordentliche Mitglieder. Von diesen wiederum war der Großteil nicht aus eigenem Antrieb, sondern als Gattin eines Clubmitglieds zum Automobilismus gelangt. Die Selbstständigkeit und Eigenverantwortlichkeit (Vgl. das Ideal der Neuen Frau), die mit dem Lenken eines Autos einherging, machte dieses zu einem Symbol der Emanzipation, welches erst in den 1920er Jahren langsam auf breitere gesellschaftliche Akzeptanz stieß.

## Ehrenpreis des AVCA
Seit dem Jahr 2005 organisiert der Automobil-Veteranen Club Austria rund um Velden am Wörther See eine Wertungsfahrt um den Ehrenpreis der Melanie Gräfin Khevenhüller-Metsch Erdödy. Teilnahmeberechtigt sind Fahrzeuge bis spätestens Baujahr 1918 in originalgetreuem technischen Zustand. Normalerweise treten zumindest 40 Teams im Kampf um die Siegertrophäe (eine Nachbildung des 1910 von der Gräfin gewonnenen Wanderpokals) gegeneinander an. Khevenhüller-Metschs Mercedes nimmt in der Regel außer Konkurrenz an der Veranstaltung teil. Aufgrund der großen Zahl an über 100 Jahre alten Automobilen erregt die Veranstaltung auch über die Oldtimerszene hinaus einige Aufmerksamkeit.